# Märkäjärvi (sjö i Birkaland)
Märkäjärvi är en sjö i Finland. Den ligger i kommunen Sastamala i landskapet Birkaland, i den sydvästra delen av landet, 190 km nordväst om huvudstaden Helsingfors. Märkäjärvi ligger 86,5 meter över havet. I omgivningarna runt Märkäjärvi växer i huvudsak blandskog. Arean är 1,12 kvadratkilometer och strandlinjen är 14,8 kilometer lång. Sjön  ingår i Kumo älvs huvudavrinningsområde. 